# Oparbella aciculata
Oparbella aciculata är en spindeldjursart som först beskrevs av Simon 1879.  Oparbella aciculata ingår i släktet Oparbella och familjen Solpugidae. Inga underarter finns listade i Catalogue of Life.